# 1796 na arte

## Nascimentos
| Data        | Nome                        | Profissão        | Nacionalidade | Observações | Ref |
| ----------- | --------------------------- | ---------------- | ------------- | ----------- | --- |
| 16 de julho | Jean-Baptiste Camille Corot | pintor realista  | França        | m. 1875     |     |
| ??          | António Manuel da Fonseca   | pintor           | Portugal      | m. 1890     |     |
| ??          | David Roberts               | pintor romântico | Reino Unido   | m. 1864     |     |

## Mortes
| Data | Nome | Profissão | Nacionalidade | Observações | Ref |
| ---- | ---- | --------- | ------------- | ----------- | --- |